# Csajok a zŰrből
A Csajok a zŰrből (eredeti címén Lightning Point) ausztrál televíziós filmsorozat. Ausztráliában 2012. május 29. és 2012. november 22. között a Network Ten vetítette. Amerikában a TeenNick sugározta. Magyarországon az M2 adta le. A sorozat a Telekom TV GO kínálatában megtalálható.

## Ismertető
A történet főhősei, Zoey és Kiki, akik engedetlen földönkívüli lányok. A két lány egy másik bolygóról érkezett a földre, és a Csendes-óceán egyik kikötőjében köt ki. Ausztráliába érkeznek egy kisebb város közelébe, ahol meglátják a hatalmas tengert, és ezután sok mindenről álmodoznak, amiket szeretnének megvalósítani. A helyben álló fiú, és a társa: Luca, találnak egy rejtélyes kulcsot. Ez a kulcs valójában egy plazmakártya, amellyel a földönkívüli lányok, az űrhajójuk ajtaját tudják kinyitni. Ezt a plazmakártyát sürgősen vissza kell, hogy juttassák a helyére. Ez esetben egy bizonyos illetőnek, el kell mesélnie a titkukat, és a szörfoktatót, Amber-t választják meg.

## Szereplők
| Szereplő | Színész             | Magyar hang   | Leírás |
| -------- | ------------------- | ------------- | ------ |
| Zoey     | Lucy Fry            | Lamboni Anna  |        |
| Kiki     | Jessica Green       | Kántor Kitty  |        |
| Amber    | Philippa Choulthard | Laudon Andrea |        |
| Brandon  | Andrew J. Morley    | Baráth István |        |
| Luca     | Kenji Fitzgerald    | Czető Roland  |        |
| Madison  | Paige Houden        | Csuha Bori    |        |

## Epizódok
1. Űrből zűrbe
2. Mikrohullámzás
3. Bonyodalmak
4. Érzelmek hullámhosszán
5. Jó rezgések
6. Szívzűr
7. Villámba zárva
8. Veszélyzóna
9. Gabona körök
10. Baráti körök
11. Harmadik típusú találkozás
12. Hívójel
13. Hajó az űrből
14. Csapdában
15. Együtthatás
16. Kötelékek
17. Idegenkedés
18. Megvilágosodás
19. Feltűnő eltűnés
20. Lemerülőben
21. Fájdalmas igazság
22. Különleges kapcsolat
23. Szörfverseny
24. Túltöltve
25. Nyomozás
26. Búcsú